# Franz Massfeller

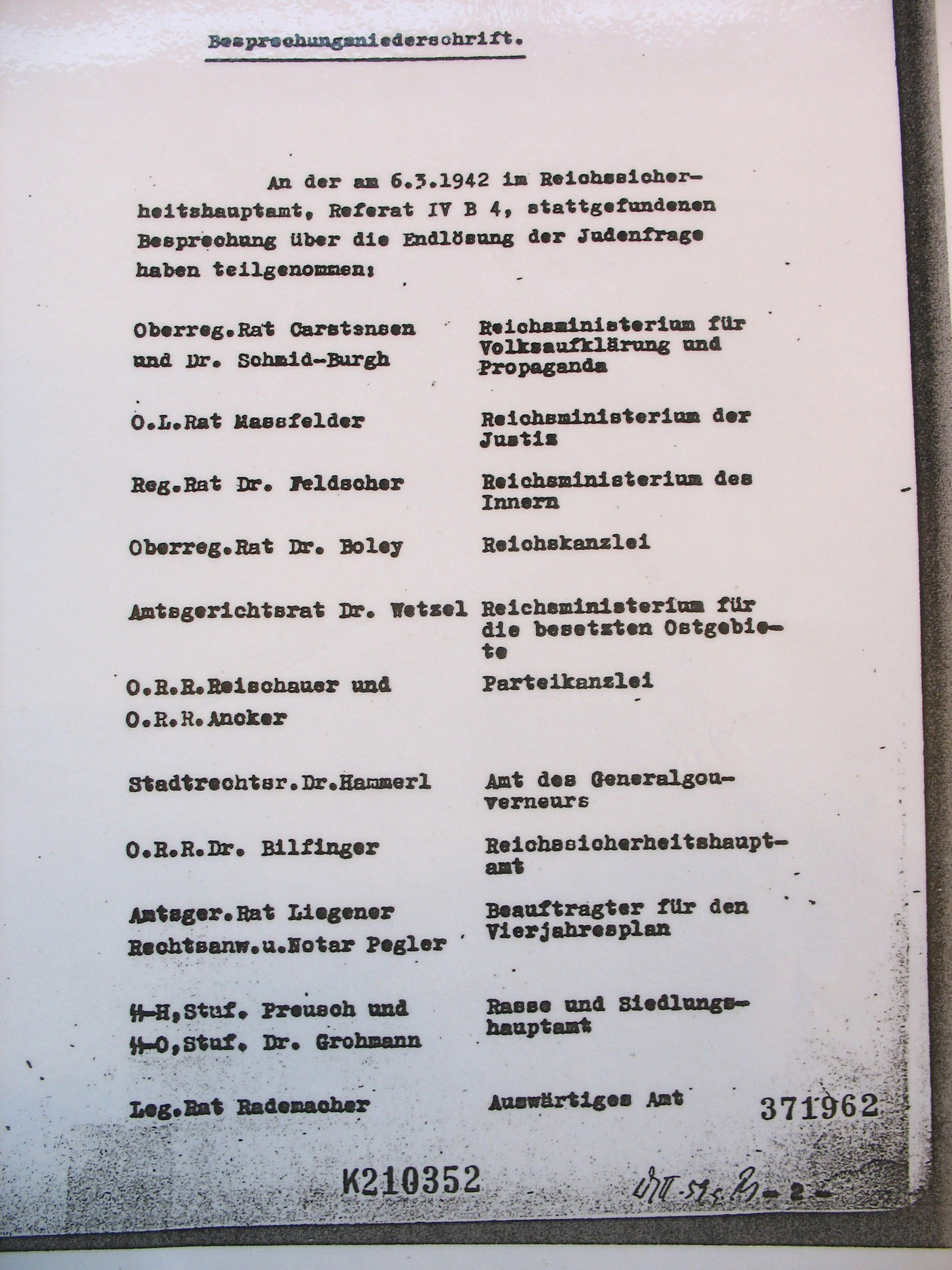
Massfeller als Teilnehmer der Besprechung zur Endlösung der Judenfrage am 6. März 1942 im Reichssicherheitshauptamt

Franz Massfeller (* 2. Februar 1902 in Essen; † 28. Juli 1966) war ein deutscher Jurist und Ministerialbeamter.

## Karriere im Nationalsozialismus
Massfeller studierte Rechtswissenschaften an der Eberhard-Karls-Universität Tübingen und war seit 1922 Mitglied der katholischen Studentenverbindung AV Guestfalia Tübingen. Nach der zweiten juristischen Staatsprüfung 1928 trat er in den preußischen Justizdienst ein und wechselte zur Zeit des Nationalsozialismus 1934 in das Reichsjustizministerium, wo er im Bereich Familien- und Rasserecht tätig wurde. Im amtlichen Organ Deutsche Justiz kritisierte Massfeller im März 1934 ein Gerichtsurteil, das eine Anfechtung der Ehe wegen „Rassenverschiedenheit“ nicht zugelassen hatte.
Als Amtsgerichtsrat im Reichsministerium der Justiz verfasste er zusammen mit Arthur Gütt und Herbert Linden den Kommentar zum Blutschutz- und Ehegesundheitsgesetz zur Reinhaltung des „deutschen Blutes“, der 1936 erschien. Darin dehnte er die Bestimmungen, die ursprünglich nur für Juden galten, auch auf Sinti und Roma und so genannte Rheinlandbastarde aus, das heißt, Kinder afrikanisch- und asiatischstämmiger Soldaten und deutscher Frauen aus der Zeit der alliierten Rheinlandbesetzung.
Im Reichssicherheitshauptamt nahm Massfeller an Besprechungen zur „Endlösung der Judenfrage“ teil und war am 13. August 1941 Teilnehmer einer Konferenz unter Leitung von Adolf Eichmann, bei der es um eine „Verschärfung des Judenbegriffs“ ging. Als Oberlandesgerichtsrat nahm er als Vertreter des Reichsjustizministeriums an den Folgekonferenzen zur Wannseekonferenz am 6. März 1942 und am 27. Oktober 1942 im Eichmannreferat teil. Während des Zweiten Weltkrieges leistete er ab 1943 Kriegsdienst. Massfeller gehörte nicht der NSDAP an.

## Karriere nach Kriegsende
Massfeller wurde 1949 als „nicht belastet“ entnazifiziert. Im Verfahren konnte Massfeller Entlastungsschreiben von Josef Hermann Dufhues und Staatssekretär Otto Lenz vorweisen: Dufhues war mit Massfeller in der Studentenverbindung Guestfalia gewesen, Lenz kannte er von gemeinsamer Tätigkeit im Reichsjustizministerium. In der Bundesrepublik war er ab Januar 1950 im Bundesjustizministerium zunächst als Oberregierungsrat zur Wiederverwendung tätig, danach leitete er bis 1964 als Ministerialrat das Referat für Familien- und Personenstandsrecht und war auch mit dem Straffreiheitsgesetz befasst. Wegen der Mitwirkung an den Folgebesprechungen nach der Wannseekonferenz stellte der Bund der Verfolgten des Naziregimes 1951 Strafantrag gegen Massfeller wegen Anstiftung zum Mord. Diesmal stellte sich Franz Schlegelberger schützend vor ihn. Walter Strauß fasste zusammen, nach eingehenden Nachforschungen stehe einwandfrei fest, „dass seine Aufgabe sich darin erschöpfte, die Bedenken […] gegen die beabsichtigte ‚Lösung der Judenfrage‘ geltend zu machen…“. Am 27. Mai 1961 geriet Massfellers Vergangenheit durch eine Veröffentlichung im Neuen Deutschland wieder in die Schlagzeilen. Massfeller trat 1964 auf eigenen Wunsch vorzeitig in den Ruhestand.
Massfeller starb am 28. Juli 1966 infolge eines Verkehrsunfalls.

## Schriften (Auswahl)

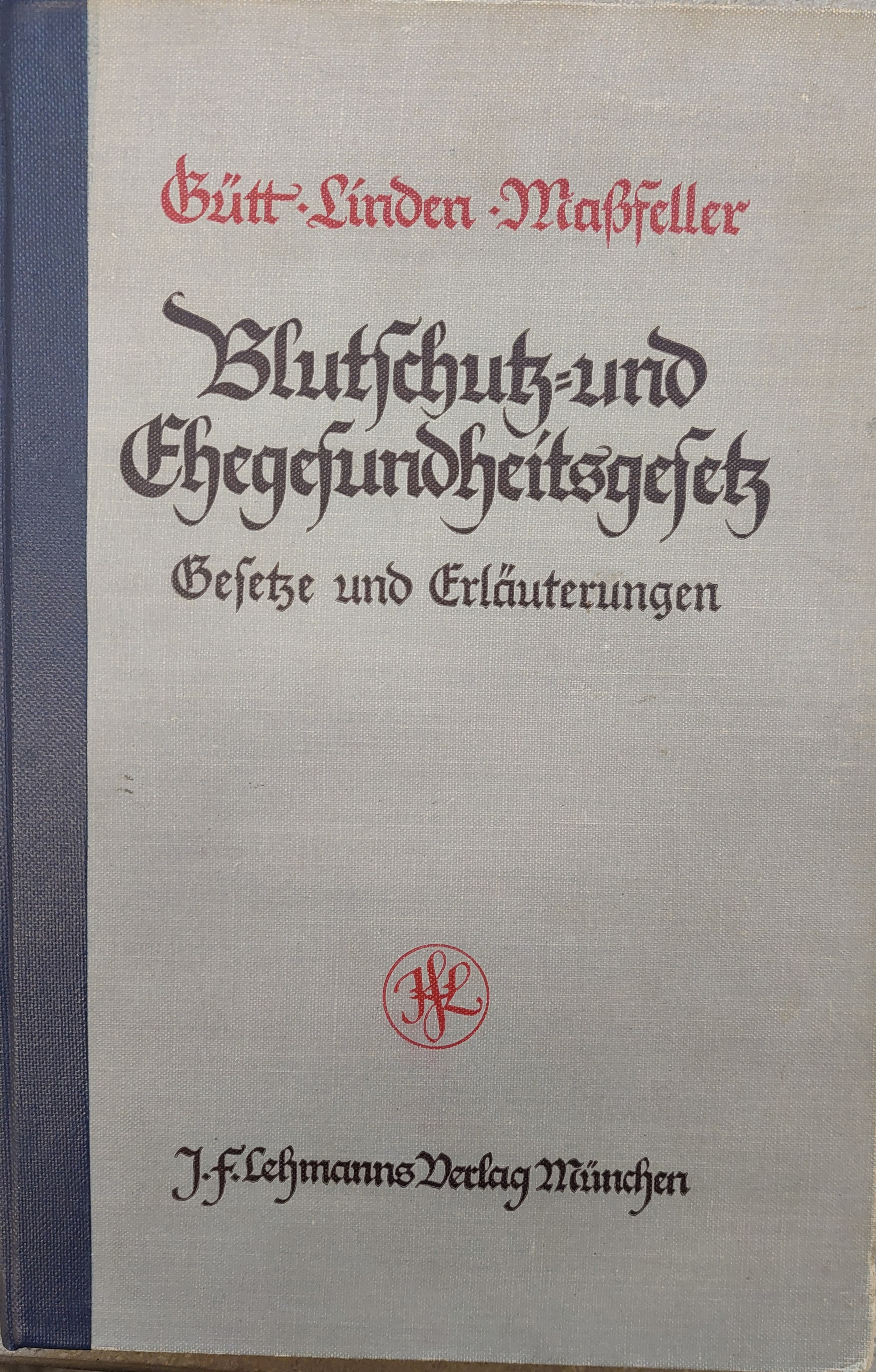
Blutschutz- und Ehegesundheitsgesetz

- Blutschutz- und Ehegesundheitsgesetz: Gesetz zum Schutze des deutschen Blutes und der deutschen Ehre und Gesetz zum Schutze der Erbgesundheit des deutschen Volkes nebst Durchführungsverordnungen sowie einschlägigen Bestimmungen. J. F. Lehmanns Verlag, München 1936 (zusammen mit Arthur Gütt und Herbert Linden).
- Das neue Ehegesetz vom 6. Juli 1938 und seine Ausführungsvorschriften sowie die Familienrechtsnovelle vom 12. April 1938. Verlag für Standesamtswesen, Berlin 1938.
- Das neue Personenstandsgesetz vom 3. November 1937 und Ausführungsvorschriften. Verlag für Standesamtswesen, Berlin 1938 (zusammen mit Ernst Brandis).
- Neueste Gesetzgebung im Personenstandswesen. Enthält die das Arbeitsgebiet des Standesbeamten berührenden Gesetze, Verordnungen und Erlasse nach dem Stichtage vom 1. Febr. 1939. Verlag für Standesamtswesen, Berlin 1939 (zusammen mit Ernst Brandis).
- Die Führung der Personenstandsbücher in Musterbeispielen. Handbuch für die deutschen Standesbeamten und ihre Aufsichtsbehörden. Verlag für Standesamtswesen, Berlin 1939.
- Das Personenstandsrecht im Kriege. Zusammenstellung der gesetzlichen Vorschriften e. Erl. mit zahlr. Musterbeisp. Verlag für Standesamtswesen, Berlin 1939.
- Das neue Personenstands- und Familienrecht nebst den Staatsangehörigkeitsvorschriften für die neuen deutschen Gebiete. Textausg. d. neuen Gesetzgebg. mit Verweisgn. u. Sachverz. f. d. standesamtl. Handgebr. Verlag für Standesamtswesen, Berlin 1940 (hg. mit Friedrich August Knost).
- Das neue Familienrecht. Gesetzentwurf über d. Gleichberechtigung von Mann u. Frau auf d. Gebiete d. bürgerl. Rechts u. über d. Wiederherstellung d. Rechtseinheit auf d. Gebiete d. Familienrechts. Mit amtl. Begründung, 2 synoptischen Gegenüberstellungen u.e. Einf. Metzner, Frankfurt am Main/Berlin 1952.
- Deutsches Staatsangehörigkeitsrecht von 1870 bis zur Gegenwart. Metzner, Frankfurt am Main/Berlin 1953.
- Personenstandsrecht. Personenstandsgesetz u. Ausführungsverordnung sowie alle sonstigen wichtigen Bestimmungen. Verlag für Standesamtswesen, Frankfurt am Main 1957 (zusammen mit Alexander Koehler).
- Das Güterrecht des Gleichberechtigungsgesetzes. Verl. Handelsblatt, Düsseldorf 1957.
- Das Gleichberechtigungsgesetz im Geschäftsverkehr der Kreditinstitute. Dt. Sparkassenverl., Stuttgart 1957.
- Gleichberechtigung und ihre wirtschaftlichen Auswirkungen. Commerz- u. Credit-Bank, Frankfurt am Main 1958.
- Das Gleichberechtigungsgesetz mit Erläuterungen. Heymann, Berlin/Köln 1958 (zusammen mit Dietrich Reinicke).
- Das gesamte Familienrecht. Sammlung aller familienrechtl. Vorschriften mit Hinweisen unter bes. Berücks. d. Gleichberechtigungsgesetzes. Metzner, Frankfurt am Main/Berlin 1958.
- Personenstandsgesetz. Kommentar; Grundwerk. Verlag für Standesamtswesen, Frankfurt am Main 1963 (zusammen mit Werner Hoffmann).